# 钟大赉
钟大赉（1933年8月11日—），中国构造地质学家。出生于青岛市。籍贯江苏无锡。1954年毕业于北京地质学院。1963年获苏联列宁格勒矿业学院副博士学位。2001年当选为中国科学院院士。中国科学院地质与地球物理研究所研究员。